# Keith Lyle
Keith Allen Lyle (* 17. April 1972 in Washington, D. C.) ist ein ehemaliger US-amerikanischer American-Football-Spieler auf Position des Safties. Er spielte sieben Jahre für die Los Angeles/St. Louis Rams in der National Football League (NFL). Außerdem spielte er  für die Washington Redskins und die San Diego Chargers.

## Frühe Jahre
Lyle ging in Falls Church, Virginia, auf die Highschool. Hier spielte er auf den Positionen Quarterback und Safety. Danach ging er auf die University of Virginia, wo er dauerhaft nur noch als Safety eingesetzt wurde.

## NFL
Lyle wurde im NFL-Draft 1994 in der dritten Runde an 71. Stelle von den Los Angeles Rams ausgewählt. In der Saison 1996 fing er neun Interceptions, die meisten in der NFL in diesem Jahr (zusammen mit Tyrone Braxton). Nach der Saison 1999 erreichte er mit den mittlerweile nach St. Louis umgezogenen Rams den Super Bowl XXXIV, welchen die Rams mit 23:16 gegen die Tennessee Titans gewinnen konnten.
Am 21. August 2001 wechselte Lyle zu den Washington Redskins. Ein Jahr später spielte er noch eine Saison für die San Diego Chargers, ehe er seine Profikarriere beendete.

## Persönliches
Keith Lyles Vater, Garry Lyle spielte zwischen 1967 und 1974 als Safety für die Chicago Bears in der NFL.